# Crêpe Romain
Crêpe Romain (römischer Krepp, Panama-Krepp) ist die Handelsbezeichnung für einen eleganten Kleiderstoff, der als Vollkrepp hergestellt wird.
Es handelt sich um einen Crêpe-Stoff mit Crêpegarnen in Kette und Schuss, mit einer wechselweisen Drehung (Torsion) 2S/SZ in Panamabindung oder Tuchbindung.
Crépe Romain ist ein dem Crêpe Georgette ähnliches, feines Gewebe in Panamabindung. Durch die abwechselnden zwei Kett- und Schusskreppfäden erhält die Oberfläche ein feines karoartiges Aussehen.